# 菌根网络
菌根网络（英語：mycorrhizal network），俗称木联网，是存在于森林或植物群落的地下网络，由菌根菌丝与植物根部连接而成。该网络起互利共生或偏利共生的作用，可以将植物个体连接起来，帮助植物之间共享有关虫害和土壤营养等方面的信息，以至于传递营养。因菌根网络与人类的互联网有不少相似之处，口语中将其称为“木联网”（Wood Wide Web）。关于菌根网络的作用目前仍有待研究。该领域知名研究者有加拿大科学家苏珊娜·西马德。